# Repøyane
Repøyane est le nom sous lequel sont regroupées deux îles de la Terre d'Orvin du Nordaustlandet au Svalbard, Nordre Repøya et Søre Repøya, situées sur la côte nord de Glenhalvøya à l'embouchure du Duvefjorden. 
Les deux îles sont séparées par le détroit de Poortsundet et le détroit de Gilessundet sépare Søre Repøya de Glenhalvøya,. 